# Bent Høie
Bent Høie (sinh ngày 4 tháng 5 năm 1971) là một chính khách người Na Uy từ Đảng Bảo thủ, từng là Bộ trưởng Bộ Y tế và Dịch vụ Chăm sóc kể từ ngày 16 tháng 10 năm 2013. Ông là đại diện của Rogaland trong Storting và được bầu lần đầu tiên vào năm 2001.

## Tuổi thơ và giáo dục
Høie được sinh ra ở Randaberg. Ông học luật tại Đại học Bergen năm 1991 và cũng học Trường Quản lý khách sạn Na Uy từ năm 1991-93.

## Đời tư
Høie công khai đồng tính và kết hôn với Dag Terje Solvang.